# Bravo Airways
Bravo Airways (укр. Браво Ейрвєйс) — украинская чартерная авиакомпания. Базовым аэропортом авиакомпании является Международный аэропорт «Киев-Жуляны».

## Авиакомпания
Авиакомпания Bravo Airways была основана 2 апреля 2012 года. Лицензия Государственной авиационной службы Украины на предоставление услуг по перевозке пассажиров и груза воздушным транспортом была выдана 3 апреля 2012 года. 5 апреля 2012 года Государственной авиационной службой Украины был выдан сертификат эксплуатанта.
В июле 2021 года, самолёт Boeing 737-500 авиакомпании Bravo Airways был поставлен на аукцион.
В январе 2022 года, торговая марка авиакомпании была выставлена на аукцион со стартовой ценой в 760 долларов США.

## Статистика
| Перевезено пассажиров (человек), 2017 | Выполнено рейсов (единиц), 2019 | Задержано рейсов (единиц), 2019 | Задержано рейсов (единиц), 2019 | Задержано рейсов (единиц), 2019 |
| ------------------------------------- | ------------------------------- | ------------------------------- | ------------------------------- | ------------------------------- |
| Перевезено пассажиров (человек), 2017 | Выполнено рейсов (единиц), 2019 | 15-30 минут                     | 30 минут-2 часа                 | Больше 2 часов                  |
| 205 000                               | 28                              | 2                               | 7                               | 1                               |

## Флот

### Текущий флот
По состоянию на апрель 2022 года, флот авиакомпании состоит из следующих воздушных суден:
| Тип самолёта | Название самолёта       | Фото                                                      | Количество | Заказано | Состояние   |
| ------------ | ----------------------- | --------------------------------------------------------- | ---------- | -------- | ----------- |
| Пассажирский | McDonnell Douglas MD-83 | Bravo Airways MD-83 (UR-COC) takes off at Kharkiv Airport | 1          | -        | На хранении |
| Всего:       | 1                       | 1                                                         |            | -        |             |

### Выведенные из эксплуатации

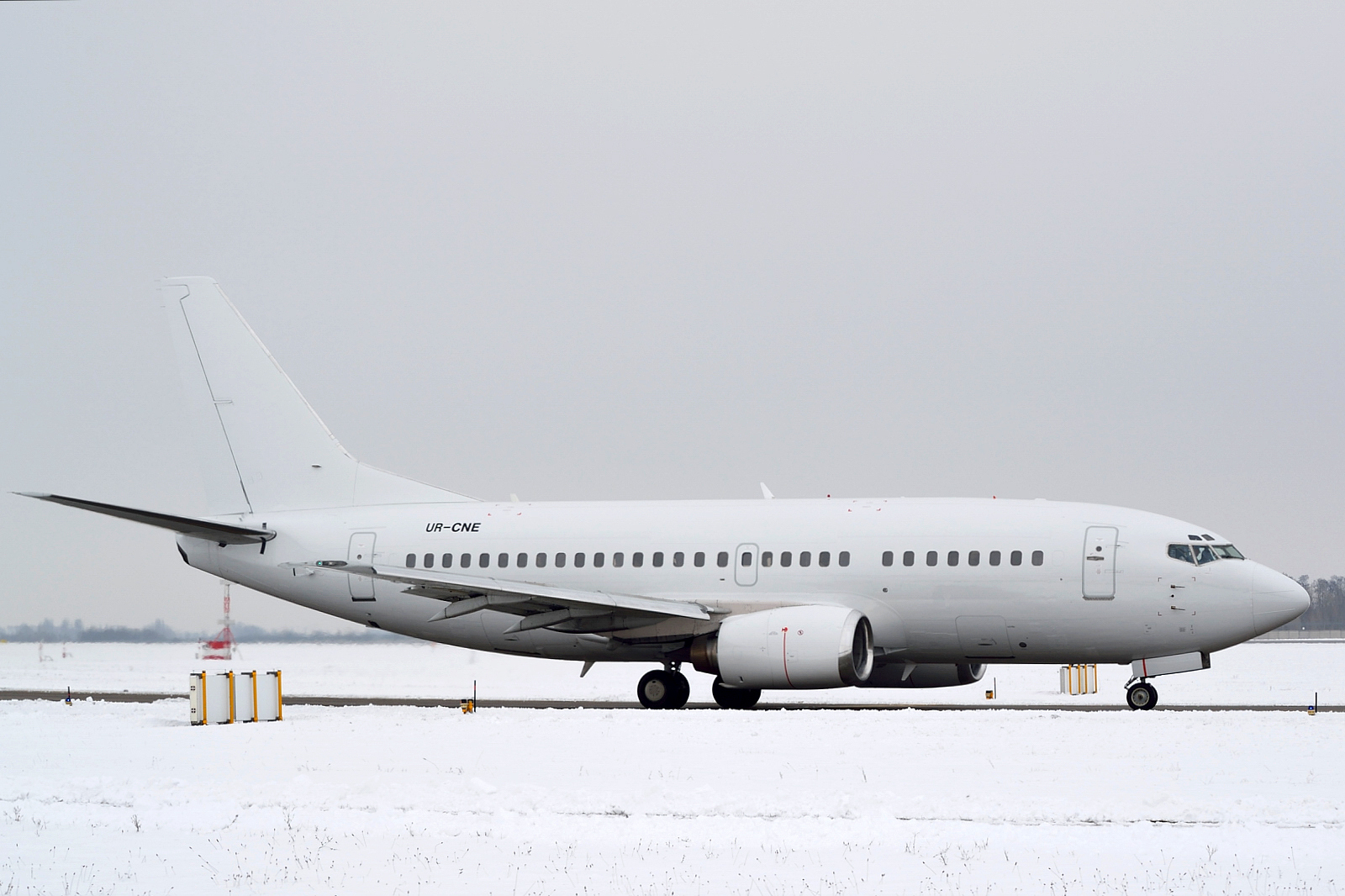
Bravo Airways Boeing 737-500

- Boeing 737-500
- Boeing 737-300

## Катастрофы и происшествия
- 14 июня 2018 года, в 17:40 по местному времени, самолёт авиакомпании Bravo Airways McDonnel Douglas MD-83 (UR-CPR) при посадке в Международном аэропорту «Киев-Жуляны» при плохих погодных условиях, совершил жёсткую посадку и выехал за пределы ВПП. Из находившихся на борту 169 человек, никто не погиб, но 9 пострадали. Самолёт получил существенные повреждения и не подлежал ремонту[8].